# Энергетический кризис в Приднестровье (2025)
В январе 2025 года в непризнанной Приднестровской Молдавской Республике на территории Молдовы начался энергетический кризис, вызванный прекращением транзита российского газа через Украину, а также отказом Газпрома возобновлять поставки газа пока Молдова не погасит долги, накопившиеся у Тирасполя. Это привело к остановке поставок газа в регион и, как следствие, к дефициту электроэнергии и тепла, в результате которого наблюдается постоянные (частые) перебои света от 3 до 5 часов.

## Предыстория
На протяжении десятилетий российский газ был ключевым источником энергии для Приднестровья. Бо́льшая часть газа использовалась для работы Молдавской ГРЭС — крупнейшей электростанции в регионе, обеспечивающей электричеством не только Приднестровье с Молдавией, но и Украину, а также ранее — Румынию и Болгарию. Зависимость региона от российского газа составляла более 90 %.
В конце 2022 года Россия вдвое сократила поставки газа в Молдавию, с этого момента правобережная Молдавия полностью отказалась от потребления российского газа: топливо для внутреннего рынка Кишинёв закупал на европейском рынке, а российский газ с 2022 года потребляло исключительно Приднестровье. Оно получало российский газ по контракту «Газпрома» с подконтрольной ему «Молдовагаз». «Газпром» требовал оплаты поставок в Приднестровье у Молдавии. Сумма претензий «Газпрома» составляет около $709 миллионов, однако международный аудит, к которому обратилась Молдова, признал за Кишинёвом только $8,6 миллионов долга. Это не устроило руководство «Газпрома» и оно продолжило настаивать на выплате дополнительных $700 миллионов за газ, который потреблял Тирасполь. 28 декабря 2024 года «Газпром» опубликовал официальное заявление, что он прекращает поставку газа в Молдову с 05:00 GMT 1 января 2025 и до моменты полного удовлетворения финансовых претензий.
Непризнанная республика копила долги за поставленный газ, фактически не платив России за поставки газа как минимум с 2009 года. К 2024 году сумма задолженности перед «Газпромом» превысила $9 миллиардов, что ставило под сомнение возможность продолжения поставок газа в долгосрочной перспективе.
В течение 2024 года эксперты неоднократно предупреждали власти Приднестровья о возможных проблемах с энергоснабжением, однако из-за финансовых трудностей и политической изоляции регион не смог подготовиться к прекращению поставок газа. Запасы угля на Молдавской ГРЭС были минимальными, а альтернативные источники энергии не развивались. Кроме того, политическое руководство Приднестровья и Молдовы не смогли прийти к соглашению о совместных действиях в условиях кризиса. Напряженные отношения между Тирасполем и Кишинёвом ещё больше усложнили ситуацию.

## Хронология событий
- 1 января 2025 года: поставки российского газа в Приднестровье полностью прекращены. В тот же день были отключены от отопления 131 школа, 147 детских садов и 130 административных зданий[10]. Температура в Тирасполе опустилась до 1 °C.
- 2 января 2025 года: все промышленные предприятия Приднестровья остановили свою деятельность из-за нехватки энергоресурсов[11]. Это привело к массовым увольнениям и ухудшению экономической ситуации в регионе.
- 3 января 2025 года: в Приднестровье начались веерные отключения электроэнергии[12]. Местное «Министерство экономического развития ПМР» опубликовало график отключений, согласно которому различные населенные пункты отключались от электроснабжения в часовые интервалы с 18:00 до 22:00.
- 4 января 2025 года: продолжительность веерных отключений увеличилась с 4[13] до 8 часов в сутки[14]. Это было вызвано дисбалансом между потреблением и выработкой электроэнергии.
- 5 января 2025 года: «Министерство здравоохранения Приднестровья» сообщило о росте числа обращений с симптомами простудных заболеваний. Были зафиксированы случаи отравления угарным газом[15] из-за использования альтернативных источников отопления.
- 6 января 2025 года: власти Приднестровья сообщили о дальнейших отключениях электроэнергии и воды[16]. Жителям рекомендовали экономить энергоресурсы и использовать альтернативные источники тепла с осторожностью.
- 30 января 2025 года: АО «Молдовагаз» и ООО «Тираспольтрансгаз» (Приднестровье) подписали контракт займа 3 млн кубометров природного газа для поддержки функциональности газовой системы левого берега Днестра[17][18].
- 10 февраля 2025 года: власти ПМР отказались принять от ЕС 60 млн евро на финансирование закупок газа, вместо этого для оплаты закупок газа Приднестровье решило воспользоваться средствами от России[19].

## Реакция и обвинения

### Приднестровье
Приднестровское руководство, столкнувшись с острой нехваткой энергоресурсов, обвинило Украину в преднамеренном прекращении транзита газа. 4 января 2025 года лидер Приднестровья Вадим Красносельский заявил:
«Украина, прекратив транзит российского газа, фактически объявила нам энергетическую блокаду. Это решение усугубляет гуманитарную катастрофу в регионе и угрожает жизни сотен тысяч людей».
Приднестровские власти также обратились за поддержкой к международным гуманитарным организациям, таким как ООН и Международный Красный Крест, подчеркнув, что сложившаяся ситуация является прямой угрозой для гражданского населения.
Также власти в Тирасполе отрицают, что Кишинёв предлагал приднестровскому региону поддержку, несмотря на то что пресс-секретарь молдавского правительства Даниэль Вода представил официальный документ, которым Молдова официально уведомила Тирасполь о возможности помощи Приднестровью.
15 января глава непризнанной республики Вадим Красносельский сообщил, что РФ поставит Приднестровью газ в качестве гуманитарной помощи. По его словам, точной даты подачи нет, но «подача газа начнется, это факт».
20 января  глава непризнанной республики Вадим Красносельский уведомил Кишинёв о готовности получать газ через «Молдовагаз».

### Молдавия
Молдавия, несмотря на территориальный конфликт с Приднестровьем, активно отреагировала на энергетический кризис в регионе, однако её действия и заявления сопровождались двойной стратегией: с одной стороны, гуманитарная помощь, с другой — настаивание на реинтеграции Приднестровья в состав страны.
Для предупреждения возможного кризиса молдавские власти ещё в декабре 2024 года предложили конкретные шаги:
- 11 декабря 2024 года — предложение приобрести газ на Румынской товарной бирже.
- 20 декабря 2024 года— предложение поставлять газ, закупленный Energocom, на Молдавскую ГРЭС для производства электроэнергии.
- 31 декабря — тестирование трансбалканского маршрута для импорта газа из Болгарию и предложение помочь с закупками газа в Европе.

«Тираспольтрансгаз» отказался от сотрудничества.
2 января 2025 года глава «Молдовагаза» Вадим Чебан предложил компании «Тираспольтрансгаз» помощь в организации закупок природного газа «на любой европейской газовой платформе на рыночных условиях» для обеспечения жителей левого берега Днестра энергией. Однако Тирасполь, по словам Чебана, от этого предложения отказался.

### ЕС
Евросоюз призывает власти непризнанного Приднестровья прекратить блокировать предложения Молдовы о поставках энергии на фоне энергетического кризиса, а также принять гуманитарную помощь от Кишинёва. ЕС создал совместную с Молдавией рабочую группу.
27 января 2025 года Европейский Союз предложил Молдавии пакет экстренной помощи на сумму 30 млн евро для преодоления энергетического кризиса в непризнанном Приднестровье.

### Россия
Российские власти назвали кризисной ситуацию с газоснабжением в Приднестровье и возложили ответственность за неё на Молдавию, Украину, США и страны Европы. Также, представительница МИД РФ Мария Захарова назвала «проявлением неонацизма» прекращение поставок газа в Приднестровье.

### Украина
Президент Украины Владимир Зеленский пообещал президенту Молдовы Майе Санду поставки угля для решения приднестровского энергетического кризиса и защиты пострадавшего населения.